# Franz Anton Tschamser
Franz Anton Tschamser (* 12. August 1678 in Thann; † 17. Januar 1742 ebenda) war ein deutscher Mönch der Minoriten-Franziskaner und Chronist der elsässischen Stadt Thann.

## Leben
Tschamsers früher Bildungsweg ist unbekannt. Er wurde in Thann in eine Handwerkerfamilie hineingeboren und trat mit 17 Jahren in Luzern in den Mönchsorden der Barfüßer ein. Er war später in Hagenau und dann in seiner Vaterstadt Thann, wo er von 1722 bis zu seinem Tod 1742 als Guardian (Vorsteher) des Klosters der Minoriten-Franziskaner fungierte. In seine Ära fallen Neubauten des (oberen) Thanner Klosters. Überregional bekannt wurde er insbesondere durch die Veröffentlichung der sogenannten „Kleinen Thanner Chronik“, einer Sammlung von Geschichtsereignissen aller Art, die mit dem Jahr 1182, dem Geburtsjahr des Franziskus von Assissi, beginnt, weitgehend auf Vorarbeiten anderer Chronisten, insbesondere seines Ordensbruders Berard Müller, basiert, und die er bis 1741 durch eigenhändige Notizen der Weltereignisse ergänzte. Seine trotz gelegentlicher Langatmigkeit lesbaren Ausführungen lassen eine unkomplizierte Denkweise erkennen, er befehdete die Reformation und soll abergläubisch gewesen sein. 

## Werk
Neuere Editionen der „Kleinen Thanner Chronik“ in der Reihenfolge des Erscheinens
- nach 1742 fortgesetzt von  Pirmin Roost, Oswald Montfort († 1779) und anderen:  Kleine Thanner-Chronik, oder Jahr-Büchlein von dem wunderbarlichen Ursprung, Aufkommen und heutigem Zustand einer Löbl. in dem Obern Elsaß oder Sundgau, an einem guten Reb-Gebirg und Paß in das Lothringen gelegenen Stadt Thann. Druck von J. P. Rißler, Mülhausen 1855 (Google Books).
- Annales oder Jahrs-Geschichten der Baarfüseren oder Minderen Brüder S. Franc. ord. insgeheim CONVENTUALEN genannt, zu Thann. In welchem der Ursprung und Anfang, Auf- und Abnahm, wie auch die Reformationes des heiligen Seraphischen Ordens Sancti Francisci, und zugleich die Anfäng und Abtheilung der Clösteren unserer Straßburgischen Provintz; Item was sich sowohl in- als außer dem heiligen Orden hin und wieder in der Welt, absonderlich im Ober und Unterm Elsaß zugetragen, ordentlich beschrieben und verfasset wird. Aus verschiedenen Manuscriptis, Prothocollis, Archiven sowohl den Convents daselbsten, als der Provintz Chronique,  und anderen Scribenten und Geschichtsschreiberen oder Historicis zusammen getragen, und in Vier Bücher oder Tomulos abgetheilet, eingerichtet und beschrieben, durch P. F. Malachiam Tschamser. M.D.CC.XXIV. Buchdruckerei von K. M. Hoffmann, Colmar 1864 (Google Books).